# Sitios Ramsar de Finlandia

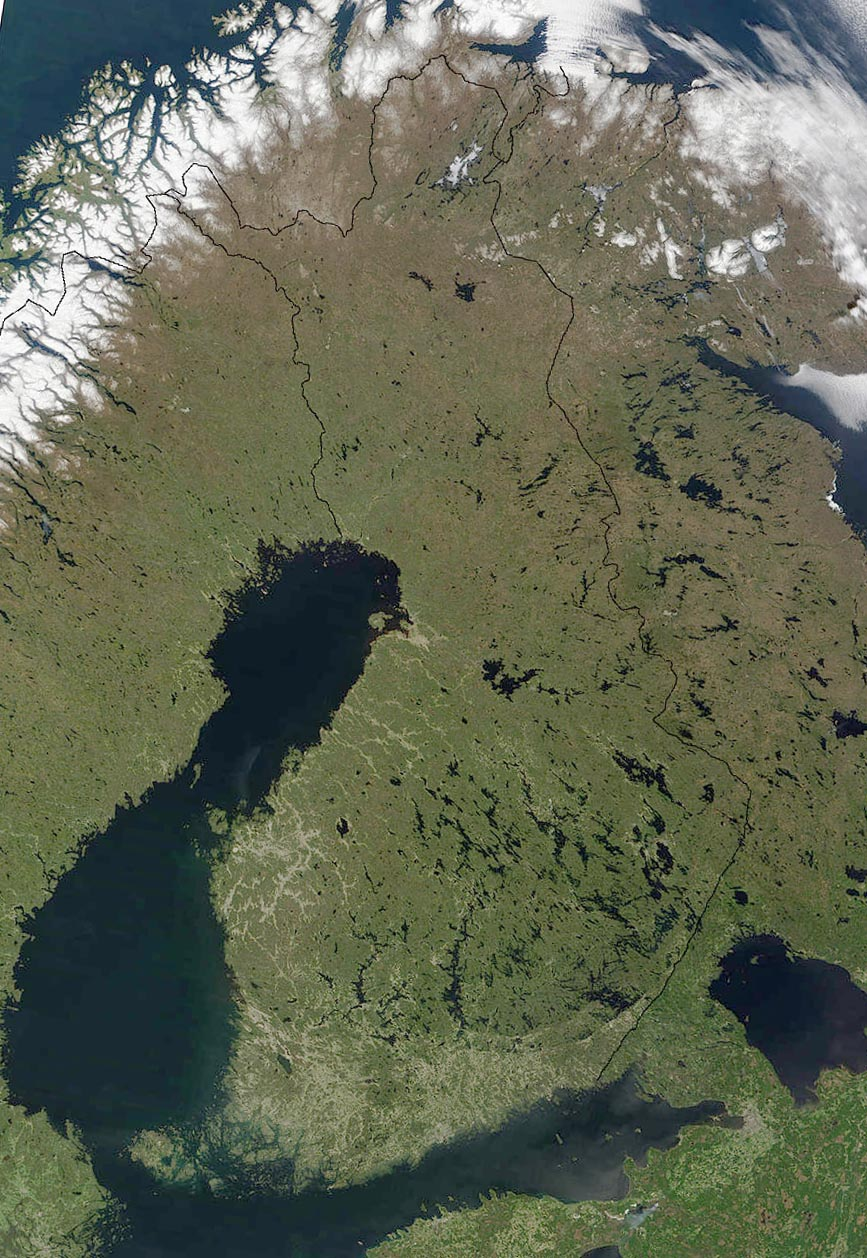
Imagen de satélite de Finlandia

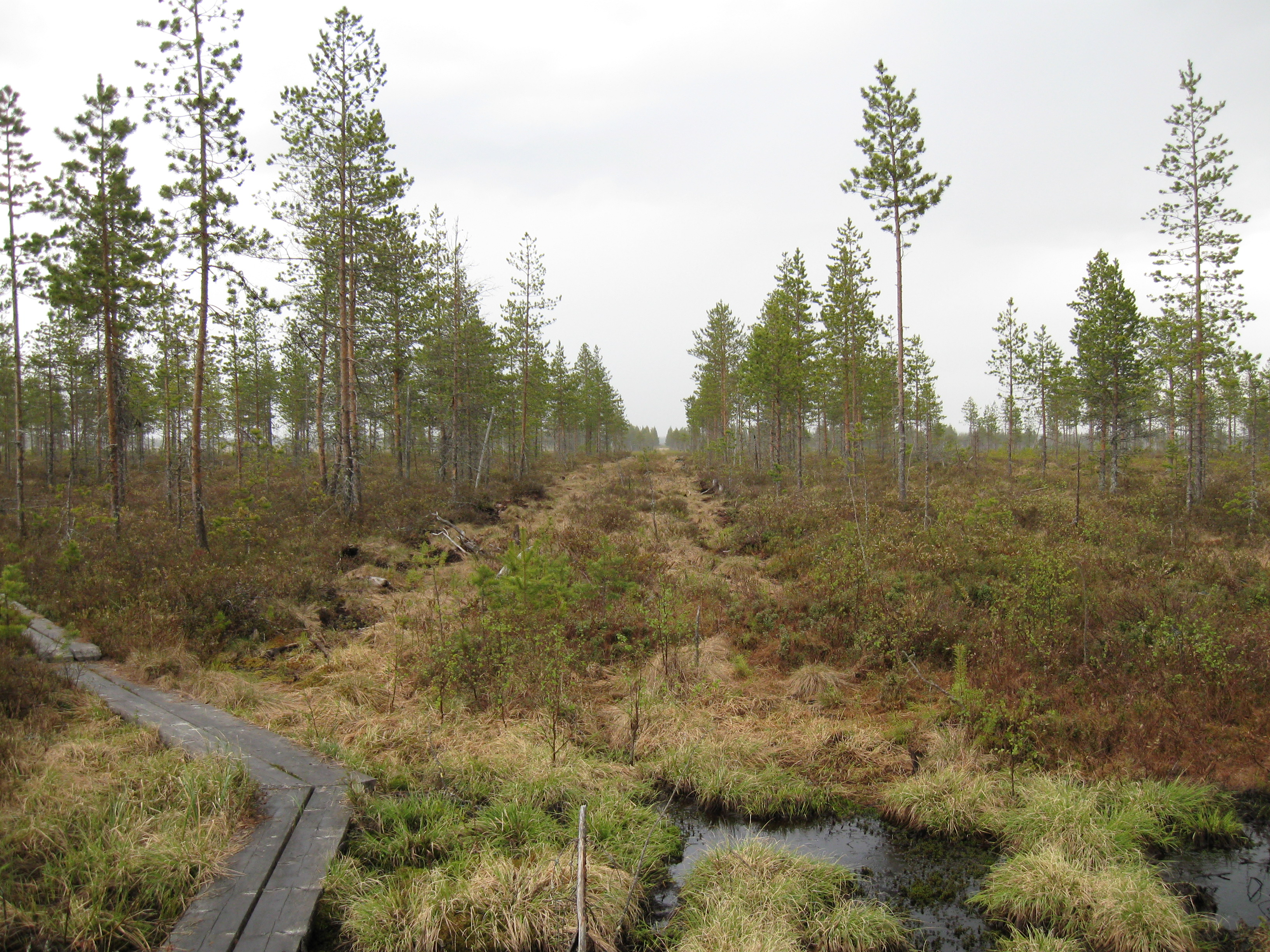
Turberas de Olvassuo

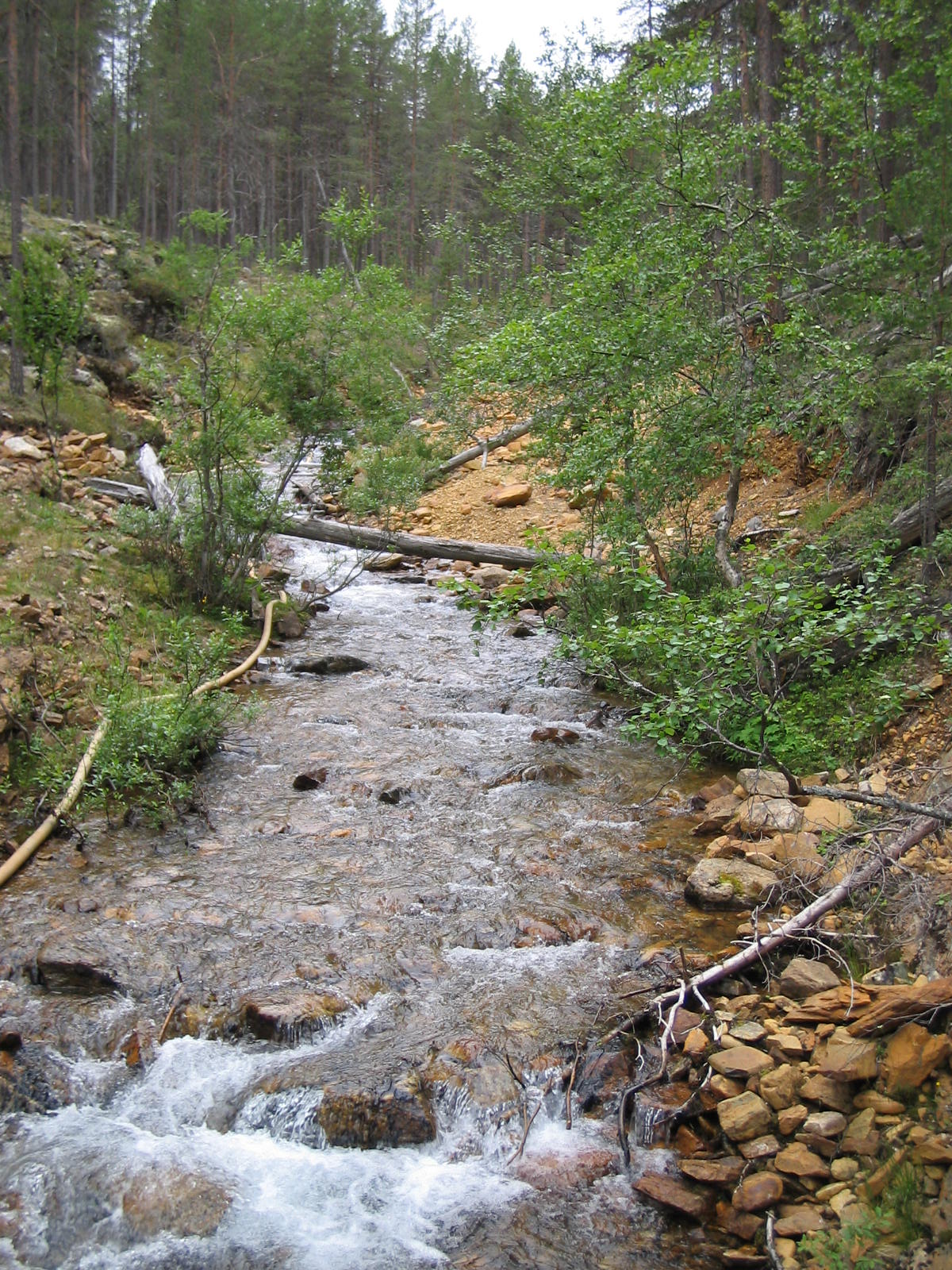
Zona boscosa en el Parque nacional de Lemmenjoki

En Finlandia hay 49 sitios Ramsar que cubren una superficie de 7995,2 km².

## Turberas
La turbera es la formación principal de todas las áreas protegidas de Finlandia y es el lugar donde se establecen las aves dentro de las zonas protegidas, que suelen estar formadas por bosques, con sus especies adaptadas, de pequeño tamaño, y turberas, lagos y pantanos, donde viven las aves más grandes, patos, cisnes, gansos, entre otros.
Las turberas finlandesas se dividen en tres tipos principales, de sur a norte: las turberas pantanosas elevadas, las turberas aapa, y las turberas palsa. 
En las turberas elevadas (o pantanos elevados), el musgo Sphagnum forma una gruesa capa de turba que puede elevarse varios metros por encima del suelo mineral. Entre los diversos tipos, las hay llanas, sin elevaciones, propias de la costa sur de Finlandia y habituales en Norteamérica; concéntricas, con una elevación en el centro, propias del oeste de Finlandia, y excéntricas, con su máxima elevación en uno de los lados. En la superficie se forman montículos y depresiones que pueden ser inestables. 
Las turberas aapa se extienden desde Finlandia Central al límite septentrional del bosque, suelen ser inclinadas o cóncavas, y hay menos variedades de esfagnos debido a las inundaciones primaverales y a la mayor mineralización del fango. Es lo que en inglés se llama fen. Las mayores se encuentran en Laponia, en la zona de montes. Suele haber un desnivel de 20 entre la parte alta y la baja, aunque puede alcanzar hasta 200 m en una ladera larga. Predomina un tipo de esfagno, el Sphagnum papillosum.Se conocen también como turberas estructuradas porque los montículos y depresiones forman franjas paralelas a las líneas de nivel.
Las turberas palsa solo se encuentran en el extremo norte y son una variante periglaciar de turbera. Los palsa son montículos de turba altos con núcleos de permafrost. En su interior hay turba o limo congelado con cristales de hielo. Su morfología es muy variable y hay muchos subtipos. Entre los musgos se encuentran Sphagnum lindbergii, Carex vesicaria, Carex rotundata y Carex rostrata, y entre la vegetación, debido a la mayor sequedad, Betula nana, Empetrum nigrum (baya de cuervo), Rubus chamaemorus (mora de los pantanos), líquenes, abedules y sauces.

## Laponia
- Turberas de Sammuttijänkä-Vaijoenjänkä, 518 km², área natural, área de protección de turberas. Es una turbera continua del tipo aapa que se transforma hacia el norte en una turbera palsa, por encima del permafrost. En las turberas hay montículos y depresiones, con sauces en las orillas de los ríos y juncales en los canales que se abren en la turba. También abundan las pozas, los estanques y los lagos, el mayor de los cuales tiene 170 ha. En la zona se crían unos diez mil renos. A los residentes se les permite la caza, la pesca y la recolección de hongos y bayas.[4]

- Parque nacional de Lemmenjoki, 2860 km², 68°35′N 25°36′E.Natura 2000. El mayor parque nacional de Finlandia y una de las zonas más extensas de Europa deshabitadas y sin carretera, en la que se encuentran todos los tipos de turbera del bosque septentrional del país. La parte central sigue el río Lemmenjoki a lo largo de 70 km, pero la mayor parte de las turberas se encuentran al sur. La zona de Repokaira está formada por tierras altas montañosas pobladas de abedules y en las turberas hay zonas estériles y pequeñas extensiones de agua. A ambos lados del río Ivalojoki hay turberas abiertas rodeadas de bosques y pastos con Eriophorum, y en las colinas hay turberas del tipo manta (blanket mires), que no solo cubren las zonas bajas y húmedas, sino también las laderas, acompañadas en las zonas de manantiales de turberas mineralizadas ricas en distintas variedades de esfagnos. Entre los mamíferos, hay glotones, zorros árticos, osos pardos, linces y al menos 29 especies de aves amenazadas.[5]

- Turberas Lätäseno-Hietajoki, 433,7 km², 68°39′N 22°19′E. Natura 2000. Protección de turberas. En el noroeste de Laponia, con las fronteras de Noruega al norte y de Suecia al sur. Zona de transición entre turberas de tipo aapa, inclinadas, en su límite septentrional, y turberas palsa, encima de suelos helados de permafrost. Es también el límite norte de los pinos y en las montañas solo hay abedules. Hay al menos 21 especies de aves amenazadas entre las anátidas y las limícolas.  Entre los mamíferos hay lobos, glotones y zorros árticos. No son muy frecuentes los lobos pardos, los linces y las nutrias. Entre los peces, destaca la presencia de salmón del Báltico, trucha y salvelino. En la zona se crían unos 7000 renos. Hay lluvia ácida procedente de la península rusa de Kola.[6]

- Turberas de Sotkavuoma, 26 km², 68°20′N 23°16′E. Natura 2000. peograma de conservación de turberas. El lago Sotkajärvi el lago más importante del norte de Laponia para la cría y estancia de aves. En otoño se detienen a descansar varios cientos de silbones europeos, porrones y serretas, entre otros. Las turberas son del tipo aapa, en pendiente, muy húmedas y poco arboladas. Hay varias charcas y dos lagos con pastizales de ciperáceas y equisetos de agua. En las áreas limítrofes es importante la cría de renos, que también se permite en las zonas de protección de turberas. Está prohibido todo tipo de construcción, pero se permite la caza, aunque la zona recibe pocos visitantes.[7]

- Turberas de Teuravuoma-Kivijärvenvuoma, 58 km², 67°20′N 24°05′E. Natura 2000, Programa de conservación de turberas. Es el complejo de turberas más importante de Laponia occidental, y una importante zona de protección de turberas mineralizadas, con Sphagnum fuscum, y la turbera aapa más extensa en el área del río Tornionjoki. Hay tres lagos y numerosas charcas rodeadas de píceas y pinos, atravesadas por pequeños ríos. Entre las aves, halcón peregrino, esmerejón, águila real, cisne cantor, aguilucho pálido y águila pescadora. Se practica la cría de renos, la caza, la pesca y la recogida de hongos y bayas. Hay pocos visitantes.[8]

- Turbera de Koitelainen, 489,4 km², 67°47′N 27°10′E. Natura 2000. Turbera del tipo aapa (inclinada) en el centro de Laponia. Cubre las divisorias de aguas de los ríos Luiro y Kitinen, con casi 100 km de corrientes, pantanos, pozas y lagos pequeños. Es uno de los más importantes para la conservación de la vegetación típica de las turberas mineralizadas (fens), con montículos de musgos del tipo Meesia longiseta, Hamatocaulis vernicosus y Saxifraga hirculus. Hay aves protegidas, como el combatiente y el aguilucho pálido. El sitio está bastante conservado, salvo la cría de renos y el uso de motonieves en la parte oriental.[9]

- Turberas del río Luiro, 123,5 km², 67°16′N 27°33′E. Seis áreas distintas de turberas aapa y pantanos elevados, divididos por el río Luiro y otras pequeñas corrientes. Entre su rica biodiversidad alberga dos de las turberas elevadas más grandes de Finlandia y una extensa zona de turberas con abedules, con musgos como Hamatocaulis lapponicus y Meesia longiseta. Entre las aves amenazadas, el ánade rabudo, la cerceta carretona y el porrón moñudo.[10]

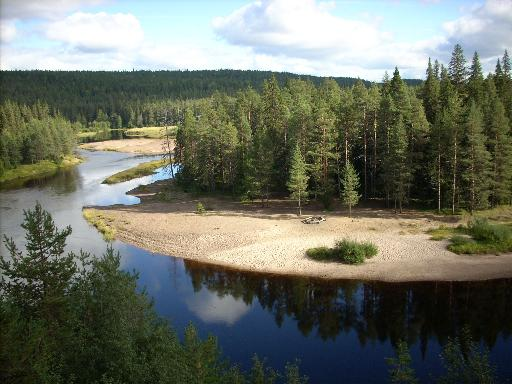
Parque nacional de Oulanka

- Parque nacional de Oulanka, 294 km², 66°23′N 29°22′E. Natura 2000. Conservación de turberas y eskeres. Turberas del tipo aapa de ladera, en los profundos cañones formador por el río Oulankajoki y sus tributarios. con bosques de coníferas y ricos pastos. Hay numerosos lagos y charcas, extensas zonas arenosas y praderas aluviales. Debido al suelo calcáreo, la vegetación incluye plantas raras como Crepis tectorum y Silene involucrata. Alberga más de 40.000 parejas de unas cien especies de aves, y hay lobos, glotones osos pardos, linces y nutrias. También se practica la cría de renos y se recoge hierba de los pastos aluviales para el invierno.[11]

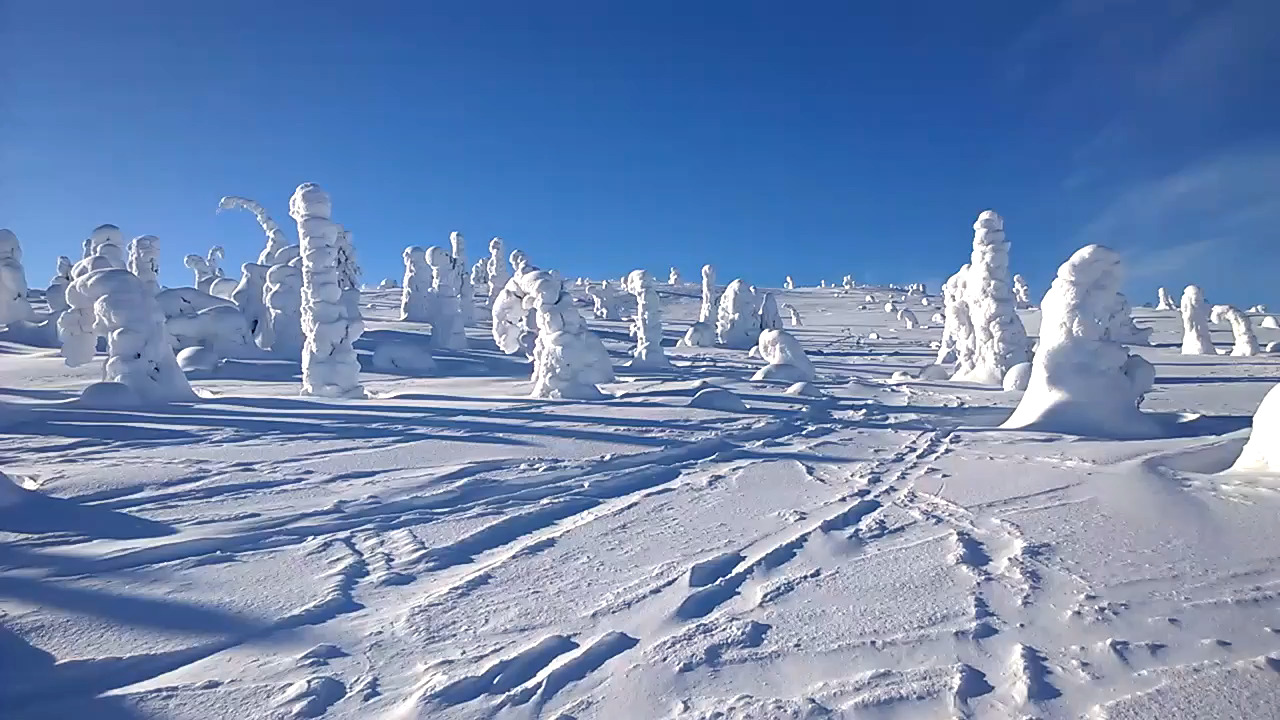
Parque nacional de Riisitunturi

- Parque nacional de Riisitunturi, 124,6 km², 66°12′N 28°27′E. Natura 2000, Programa de conservación de turberas y de bosques primarios. Turberas de manto del tipo aapa en laderas. Está situado en la divisoria de aguas de Maanselkä y el clima marítimo afecta a la vegetación, que es excepcionalmente marítima y rica. En las orillas de los numerosos ríos y manantiales, y en las partes bajas de las colinas con manantiales, hay turberas, ricos pastos y bosques de píceas con al menos un centenar de charcas. Entre las especies amenazadas, Ranunculus lapponicus y águila real.[12]

- Islas de Kainuunkylä, 10 km², 66°12′N 23°44′E. En el río Torne, está dividida en numerosos islotes por las distintas ramificaciones del río y los tributarios que forman un extenso prado aluvial y numerosas charcas. Los pastos de Ciperaceas son comunes junto al agua en las 15 islas, y en el centro de las mayores hay arbustos y algunos árboles. Hay unas 160 parejas de anátidas y unas 140 de anseriformes. La zona de charcas es importante durante la migración, así como hábitat de especies como la serreta chica, el aguilucho pálido y charranes. El río Torne es al área más importante de reproducción del salmón del mar Báltico.[13]

- Turberas de Martimoaapa-Lumiaapa-Penikat, 141 km², 65°50′N 25°08′E. Natura 2000. Un extenso complejo de turberas con pantanos elevados y varios tipos de turberas interconectadas con pequeños lagos, pozas, corrientes y bosque viejo, caracterizado por seis turberas aapa cercanas unas de otras sobre zonas inclinadas. Hay algunos pantanos elevados activos, como el concéntrico de Martimoaapa. Hay depresiones y charcas, además de dos lagos. En la zona inferior de las laderas de las colinas Kivalo hay varios tipos de turberas alcalinas y prados con bosques viejos. La localización cerca de la bahía de Botnia incrementa la importancia de la zona para la cría y el descanso de las aves en periodos de migración.[14]

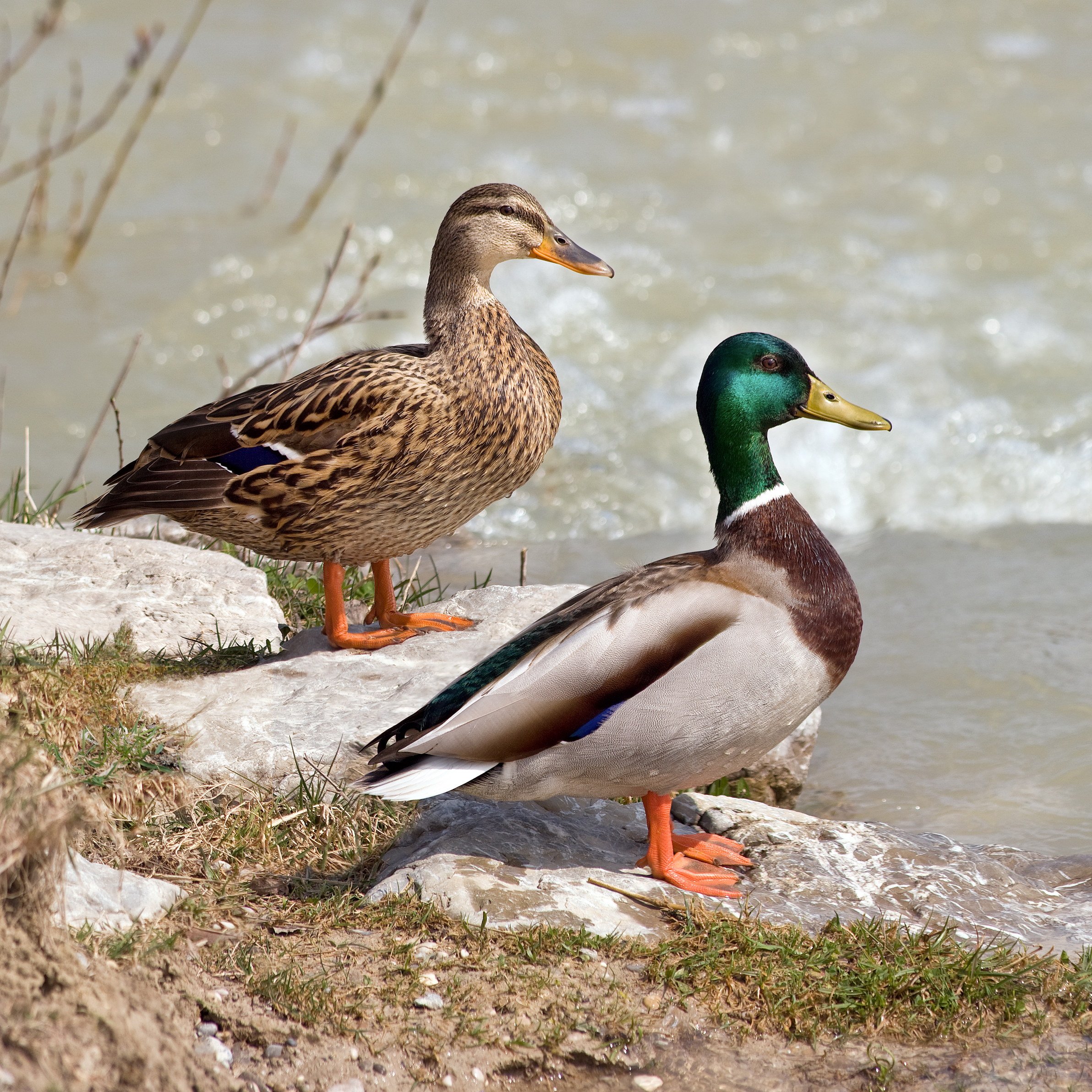
Macho y hembra de la subfamilia de los anatinos, en concreto, ánades reales.

## Ostrobotnia del Norte
- Turberas de Olvassuo, 270 km², 65°07′N 27°11′E. Natura 2000. Límite meridional de las turberas aapa, en las laderas de los montes. Turberas alcalinas con franjas inundadas (flarks) y Sphagnum papillosum. Los nutrientes varían entre los pantanos elevados y las turberas más ricas. Las orillas aluviales de los ríos se caracterizan por la pobreza de las turberas y las turberas con píceas. Hay más de una docena de lagos con pozas, formaciones de esker y dunas arboladas. La mayor parte del bosque es de pinos, y entre las plantas se encuentran las orquídeas Dactylorhiza incarnata, Dactylorhiza traunsteineri, y Saxifraga hirculus. La zona restringida de la reserva estricta no se puede visitar.[15] Es un lugar importante para el paso de las aves migratorias. En otoo, cuando más hay, se pueden encontrar más de 200 serretas chicas. Tuvo problemas en el pasado con un descenso de las aguas en los años 30 y descargas desde la ciudad de Karjaa en los 70, además de la eutrofización debida a los nutrientes disueltos en los campos de arcilla. Con todo, es un popular sitio de pesca, con dos torres de observación y un sendero.[16]

- Lago Läppträsket, 199 ha, 60°02′N 23°39′E. Natura 2000. Área paisajística de importancia nacional. Lago natural eutrófico con valiosa flora importante para la cría y las aves migratorias. Hay más de 122 especies vasculares de plantas en los humedales y unas 22 especies de plantas sumergidas. El lago es el sitio más occidental del mundo conocido donde se encuentra la planta Najas tenuissima.[17]

- Lagos Aittojärvi y Kongasjärvi, 703 ha, 65°16′N 26°54′E. Natura 2000. Lagos muy poco profundos con extensas zonas de vegetación con equisetos de agua, prados de Ciperaceas y orillas pantanosas, formando turberas, morrenas, gravas y arenas de origen glaciar. Ambos lagos son importantes para las anátidas y limícolas en periodos de cría y migración. Entre los mamíferos hay nutrias. Las turberas de Aittojärvi han sido extensamente drenadas, y el nivel del lago Kongasjärvi ha descendido, por lo que las praderas aluviales han sido conquistadas por arbustos. la sobreexplotación de los lagos y la caza de aves acuáticas en otoño afecta negativamente al lugar.[18]

- Humedales de la isla de Hailuoto, 65,12 km², 65°01′N 24°44′E. Natura 2000. Área protegida del mar Báltico. Programas de conservación de turberas, eskeres, riberas y anátidas finesas. Consiste en una serie de humedales distribuidos entre la isla de Hailuoto y la bahía de Botnia. Por aquí pasa una elevada proporción de aves migratorias europeas. En verano llegan a sobrevolar la zona unas 8000 serretas grandes y unos 2000 ánseres Bucephala. Abundan las bahías con juncales, esteros, praderas costeras y orillas arenosas. Al norte, hay una amplia zona de eskeres. En las bahías pastos de Ciperaceas y zonas arbustivas, carrizales con árboles caducos, bancos de arena y pequeños islotes y arrecifes en la parte sur.[19]

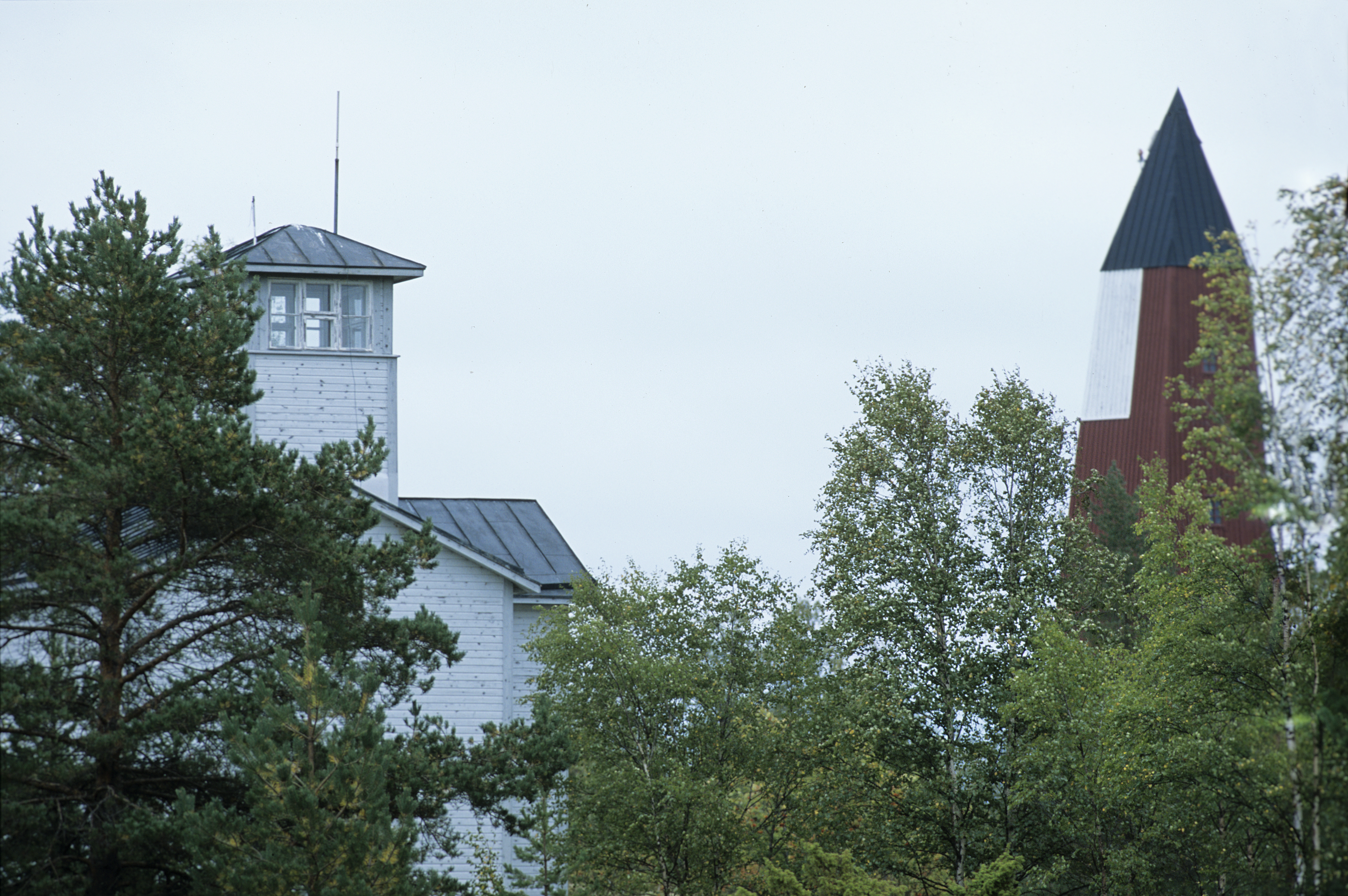
Estación piloto en la isla Ulkokrunni, una de las islas Krunnit.

- Islas Krunnit, 44,35 km², 65°22′N 24°54′E. Cuatro grupos de islas con varias islas más grandes arboladas y 15 islas pequeñas morrénicas que forman una serie única de islas vírgenes debidas al ascenso del suelo por la retirada glaciar. La parte norte de la isla de Ulkokrunni está cruzada por un esker bajo rico en vegetación. El conjunto incluye unas 20 islas e islotes con roquedos herbosos, arenosos o desnudos en constante evolución. Alberga tres especies de plantas vasculares: Hippuris tetraphylla, Primula nutans y Alisma wahlenbergi o llantén acuático. Entre las especies de aves amenazadas, el charrancito común, la pagaza piquirroja, el correlimos de Temminck y la gaviota reidora. Es una de las zonas más importantes en la bahía de Botnia para el ganso común y la serreta grande. En la época de cría está prohibido atracar en las islas, pero hay amenazas por la cría de zorros árticos para la piel.[20] También es importante para la gaviota sombría, el gavión atlántico y el alca común, el ánsar común y, de paso, el eider de Steller  y el pigargo europeo.[21]

- Área de la bahía de Liminganlahti, 122,7 km², 64°54′N 25°15′E. Natura 2000. Posee los elementos básicos de la costa de la bahía de Botnia, como lagunas, orillas fangosas, pastizales costeros, bosques primarios e islotes. En las orillas, que son bajas, el nivel del agua varía y la vegetación es excepcionalmente extensa. Lagunas del tipo gloe aun conectadas con el mar y lagunas ya separadas de agua dulce tipo flad son típicas en la zona. La vegetación combina la típica del golfo de Botnia y un grupo de especies árticas aisladas de su zona de origen. Como consecuencia de la eutrofización, el aumento de los juncales ha reducido los pastizales costeros, aun así la abundancia de aves es notable. La caza intensiva evita la estancia de aves acuáticas en otoño, y hay al menos 50 puertos para pequeñas embarcaciones en la bahía, y muchos lugares con casas de vacaciones.[22]

- Humedales de Siikajoki, 27 km², 64°49′N 24°44′E. Natura 2000. Cuatro zonas en torno a Siikajoki junto al golfo de Botnia. Hay cabos, un estuario, turberas y la orilla del mar. En el centro de este humedal conjunto, la bahía de Merikylänlahti, caracterizada por pastos costeros en proceso de conversión en un lago interior. La flora forma dos grupos principales, el formado por la vegetación endémica del golfo de Botnia y el grupo formado por especies árticas, encabezadas por Primula nutans. Importante en la época de las migraciones. Amenazada por la construcción de viviendas de vacaciones y la caza de aves acuáticas.[23]

- Turberas de Veneneva-Pelso, 120,4 km², 64°28′N 26°11′E. Natura 2000. Prohgrama de conservación de turberas. Un extenso complejo de turberas aapa de ladera en su límite meridional, con extensos pantanales llenos de charcas alargadas y pinos o píceas rodeando las pozas típicos de las turberas aapa de Ostrobotnia. La mayor parte de las charcas son mesotróficas y oligotróficas. Dentro de las turberas hay eskeres en proceso de transformación en turberas. En la reserva estricta que hay en su interior solo pueden entrar científicos.[24]

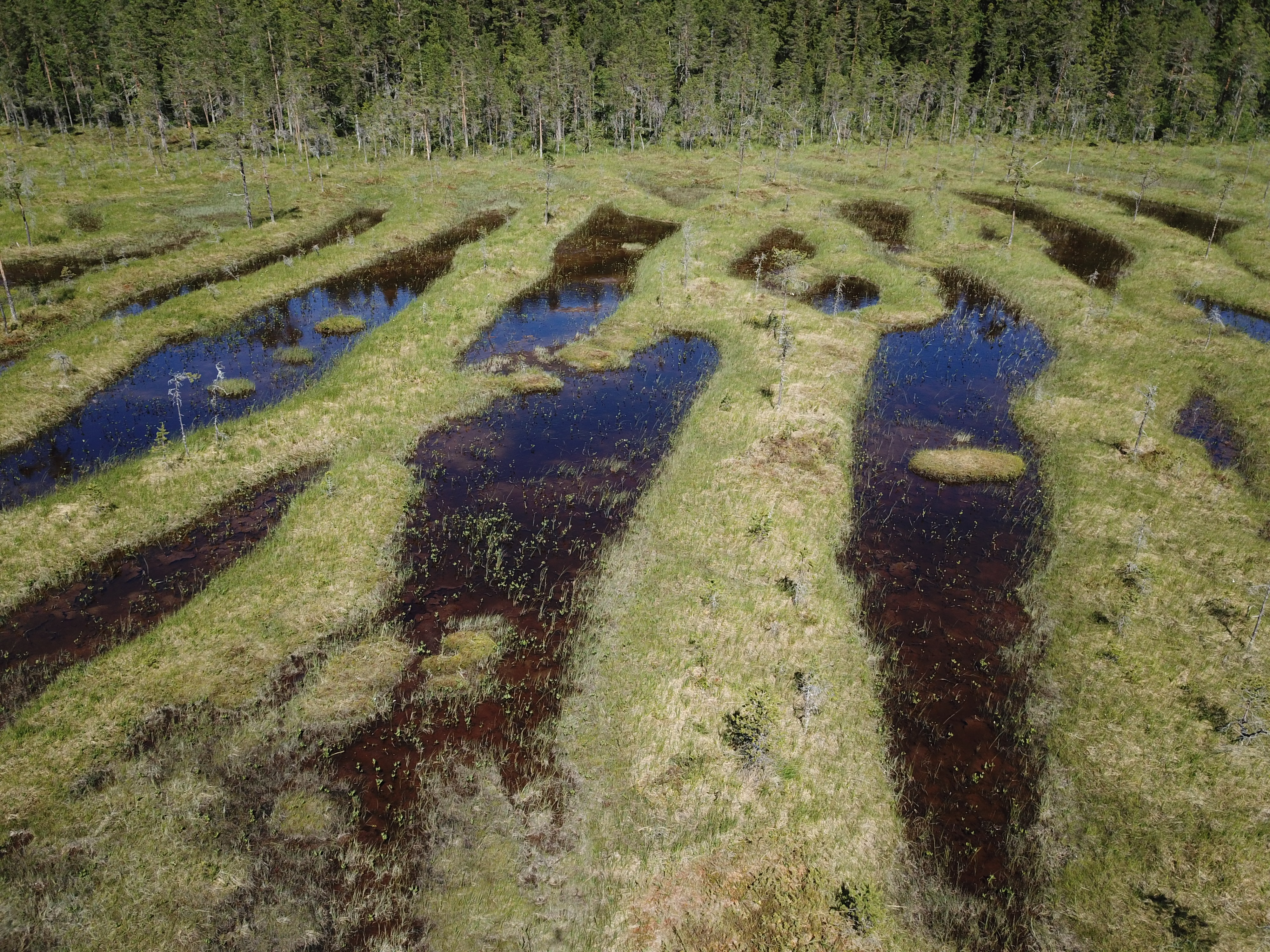
Pantano típico con alineaciones hundidas en la turbera que se llenan de agua (flarks).

- Humedales de Haapavesi, 36,2 km², 64°14′N 25°25′E. Natura 2000 y Programa de conservación de las turberas. En el municipio de Haapavesi. Ocho lagos conectados y dos turberas que forman un amplio humedal con gran abundancia de aves en Ostrobonia Central. En primavera y otoño pueden verse más de mil ejemplares de patos anatinos, porrón moñudo y Bucephala, y en los días con más abundancia, hasta 400 cisnes. En el lago Ainali pueden verse hasta dos mil ejemplares de anseriformes y zancudas. Abundan las turberas aapa del tipo excéntrico y los poantanos con Sphagnum fuscum, así como prados de Ciperaceas, con equisetos en las zonas más húmedas. Los lagos están rodeados de bosques palúdicos de pino y abedul, y entre los lagos hay pino y abeto o picea. Las actividades de drenaje están provocando un aumento del humus en las aguas y el secado de las zonas hundidas (pantanosas) de las turberas (flarks).[25]

## Finlandia Central

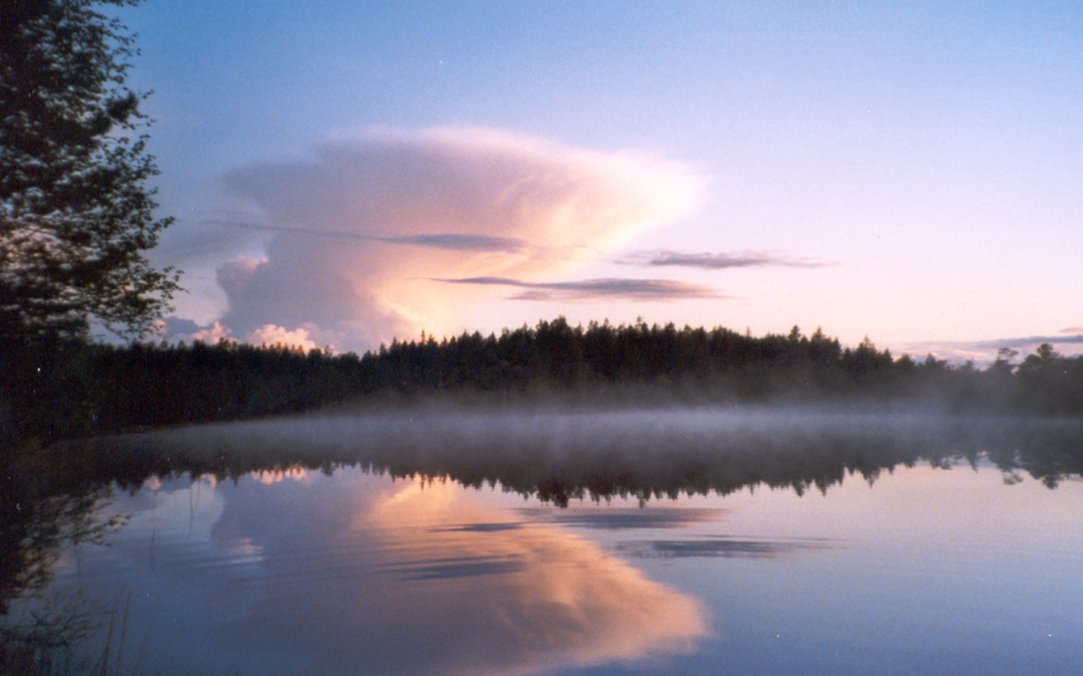
Parque nacional de Salamajärvi

- Parque nacional de Salamajärvi, 92,6 km², 63°15′N 24°46′E. Natura 2000. Programa de conservación de turberas de Finlandia. Complejo de turberas y zonas acuáticas prístinas que representan la biodiversidad de las turberas del tipo aapa sobre suelos inclinados. Los bosques son áridos y pedregosos, dominados por los pinos. Alberga especies amenazadas, como la ciperácea Rhynchospora fusca, la orquídea Dactylorhiza incarnata y el musgo Sphagnum subnitens. Hay unos 400 pares de aves acuáticas de 13 especies, y mamíferos como la nutria, el glotón y el reno salvaje o caribú, reintroducido en la década de 1970. Todavía se nota el efecto de los viejos diques construidos para drenar la zona, que empezó a restaurarse en los 1990.

## Finlandia Oriental
- Lagos Heinä-Suvanto y Hetejärvi, 12,24 km², 63°09′N 26°10′E. Natura 2000. Dos lagos dominados por el equiseto mayor, prados de ciperáceas y una zona de turberas de varios tipos. Situada en el centro de Finlandia abarca zonas de Finlandia Oriental y Occidental. En la zona hay unas 21 especies que aparecen en el Anexo I de la directiva de hábitats de la Unión Europea,[26] entre ellas, el andarríos bastardo, el zampullín cuellirrojo, el gallo lira común y otros menos abundantes como el aguilucho pálido y el águila pescadora. En la época alta de la migración, en mayo, se alcanzan los 150 cisnes y más de cien ánsares campestres. Desde 1990 hay un plan de restauración para subir el nivel de los lagos unos 50 cm.[27]

- Turberas de Suurenaukeansuo-Isosuo y lago Pohjalampi, 16,4 km², 62°11′N 27°03′E. Natura 2000. Representativo de las turberas pantanosas excéntricas y pantanos con Sphagnum fuscum. Hay pozas con pinos y turberas menos ácidas pobres, pero están restringidas al río Naarajoki con pastizales aluviales y densas matas de lirio amarillo. En el sur se halla el pequeño lago de Pohjalampi, con numerosos equisetos y ciperáceas en las orillas. En el área anidan, entre otros, el colimbo ártico, el zampullín cuellirrojo, el águila pescadora, chorlitos y el andarríos bastardo. Hay linces y nutrias, y la libélula Ophiogomphus cecilia.[28]

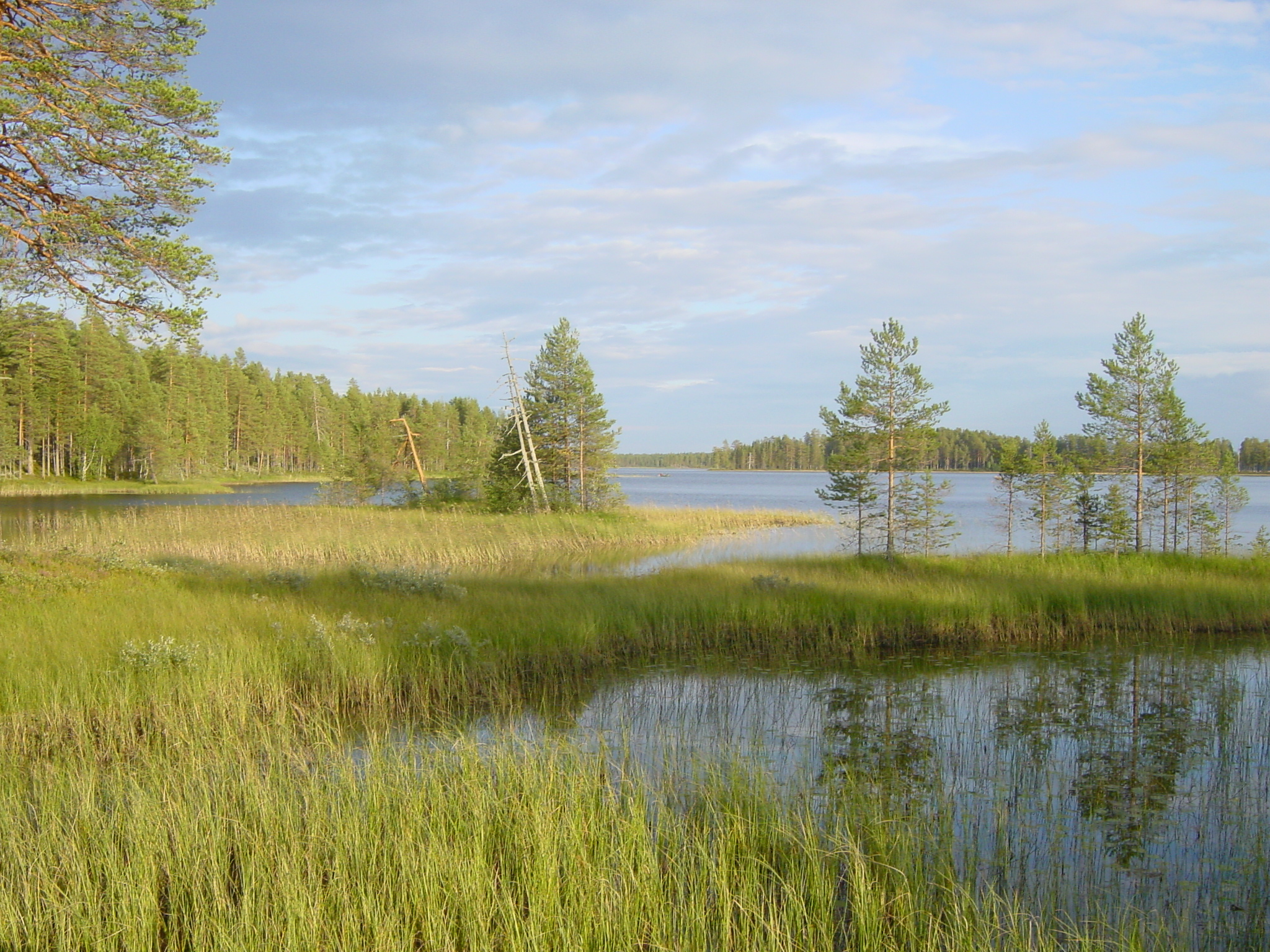
Parque nacional de Patvinsuo

- Parque nacional de Patvinsuo, 127 km², 63°06′N 30°44′E. En Karelia del Norte, cerca de la frontera oriental con Rusia. Es un complejo de turberas aapa de ladera, pantanos elevados, pantanos inundados y aguas abiertas. Las turberas activas actúan como sumideros de carbono, control de las inundaciones y de la calidad del agua. Alberga varias especies amenazadas, como el combatiente, la aguja colinegra y el escribano rústico. Hay 38 sitios arqueológicos en el parque, entre ellos habitáculos de la Edad de Piedra a lo largo de las arenas del lago Suomunjärvi. Amenazado por el drenaje, los embalses creados por los castores y el turismo. hay cabinas para visitantes, torres de observación y tres recorridos largos.[29]

- Lago Sysmäjärvi, 734 ha, 62°41′N 29°03′E. El más valioso de entre los lagos de Karelia del Norte y entre los diez humedales más importantes de Finlandia. Se caracteriza por amplias extensiones de juncos y equisetos, con unas 690 ha de aguas abiertas y 22 pequeñas islas, así como pastos aluviales y zonas de matorrales en las orillas, rodeados por una estrecha franja de árboles y campos de cultivo. En las décadas de 1980 a 2000 se produjo una pérdida de hábitats por la regulación del nivel del lago. Otros impactos se deben a vertido de aguas residuales, la industria minera y la agricultura. Los proyectos de recuperación incluyen la restauración de los pastizales, la retirada de plantas acuáticas y la eliminación del visón americano y el mapache japonés.[30] Como zona de importancia para las aves por BirdLife International forma parte de los humedales de Outokumpu, que ocupan 1150 ha y añaden, además del lago Sysmäjärvi, otros dos humedales al este junto al lago Ruimu, con bosques de hoja caduca en zonas inundables, arbustos de Salix y carrizales de Phragmites. Importante para el avetoro común, el aguilucho lagunero occidental y el archibebe fino.[31]

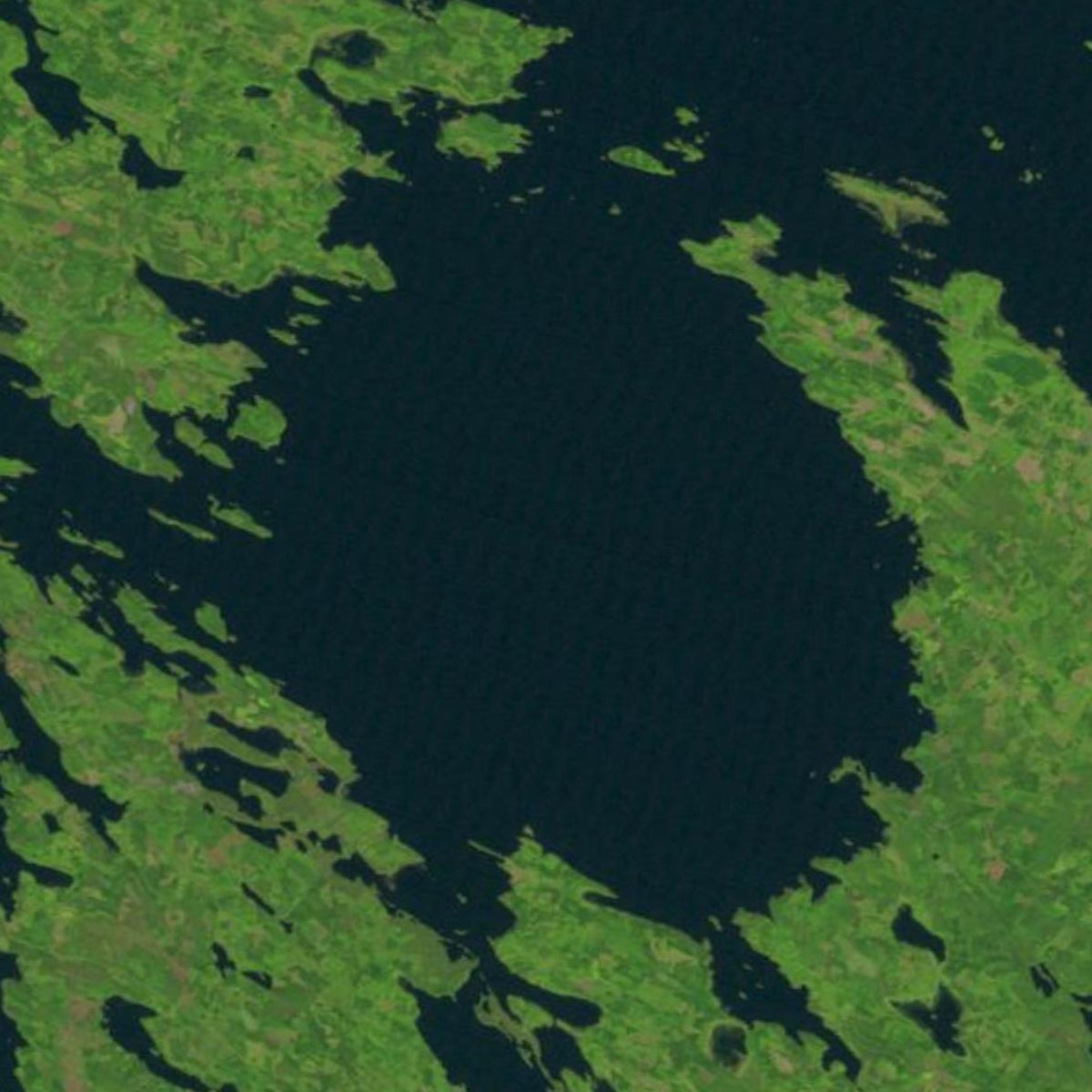
Lago Orivesi, en el sitio Ramsar de los municipios de Rääkkylä y Kitee.

- Lagos de Rääkkylä y Kitee, 12,3 km², 62°11′N 29°57′E. Natura 2000. Cinco áreas lacustres distribuidas en una circunferencia de 50 km en Karelia del Norte, en los municipios de Rääkkylä y Kitee. Anidan unas 600 parejas de 18 especies y es zona importante para las aves migratorias. Los lagos Hovinlampi-Ylälampi, Joki-Hautalampi y Jouhtenuslampi son como bahías del más grande lago Orivesi (600 km²). La vegetación que los bordea consiste en prados aluviales inundables dominados por ciperáceas. El lago Juurikkajärvi se caracteriza por la vegetación halófita y los pastos en sus orillas. El estrecho lago Päätyeenlahti posee una rica vegetación sumergida. Hay pastos, sauces dispersos y pozas en las orillas. Se practica la caza de aves en otoño y la pesca en primavera. Hay casas de vacaciones en torno a los lagos.[32]

- Lagos de Rantasalmi, 11,1 km², 62°00′N 28°23′E. En el municipio de Rantasalmi. Natura 2000 y programa de conservación de turberas. Complejo formado por pastos inundables, carrizales y diferentes tipos de turberas. Los cuatro humedales principales están conectados al lago Haukivesi. Los lagos someros de Putkilahti-Ruskeaperä poseen grandes extensiones de equisetos y juncales con praderas y pastos aluviales y unos 20 tipos de turberas elevadas. Los lagos Kosulanlampi y Pieni Raudanvesi están en proceso de colmatación por la vegetación. Los prados de ciperáceas y los alisos están en crecimiento, cercando todas las zonas acuáticas. Los visones americanos y los mapaches japoneses invasores son una amenaza para las aves. Hay dos torres de observación de aves.[33]

## Finlandia Meridional

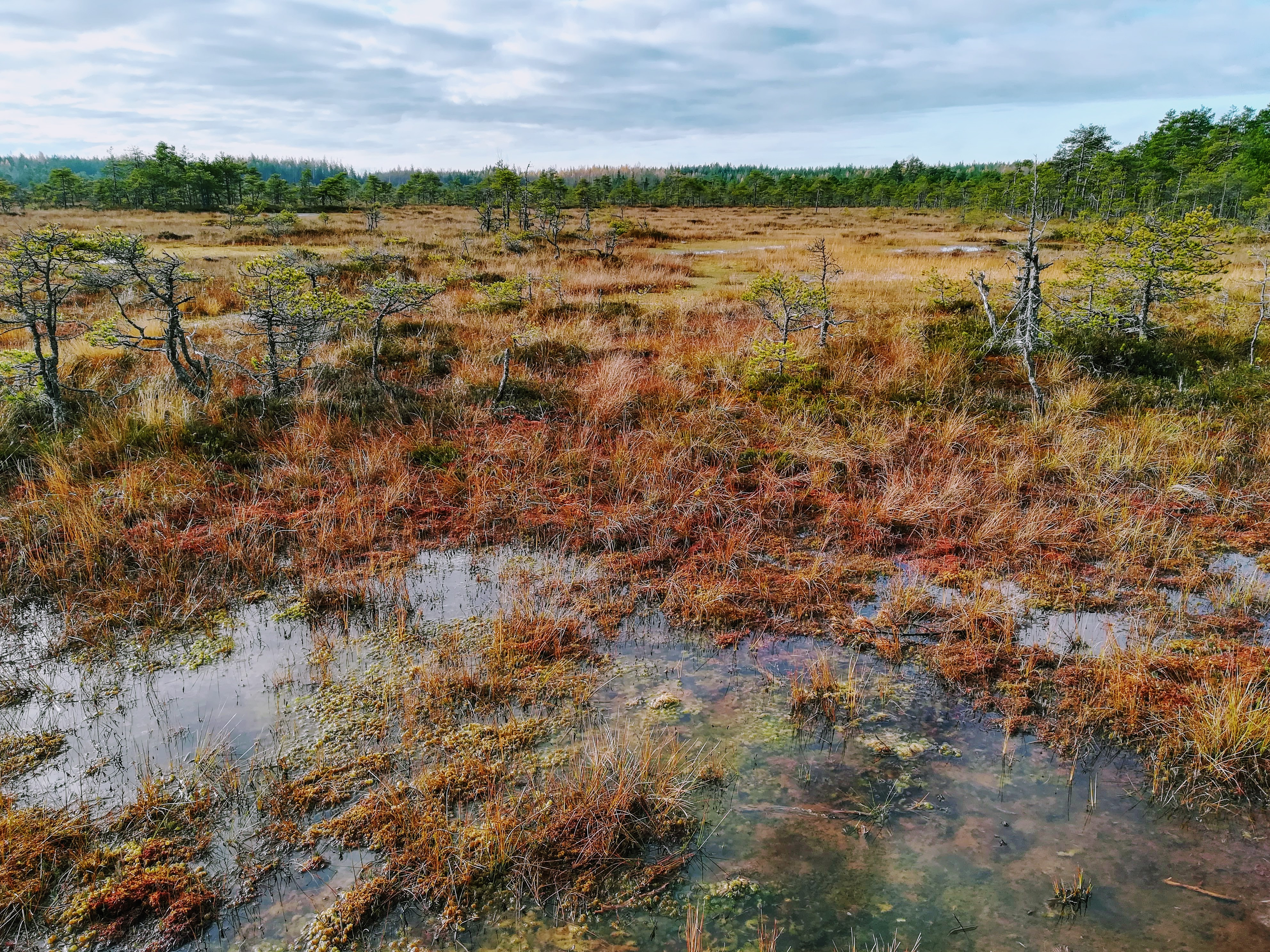
Parque nacional y sitio Ramsar de Valkmusa

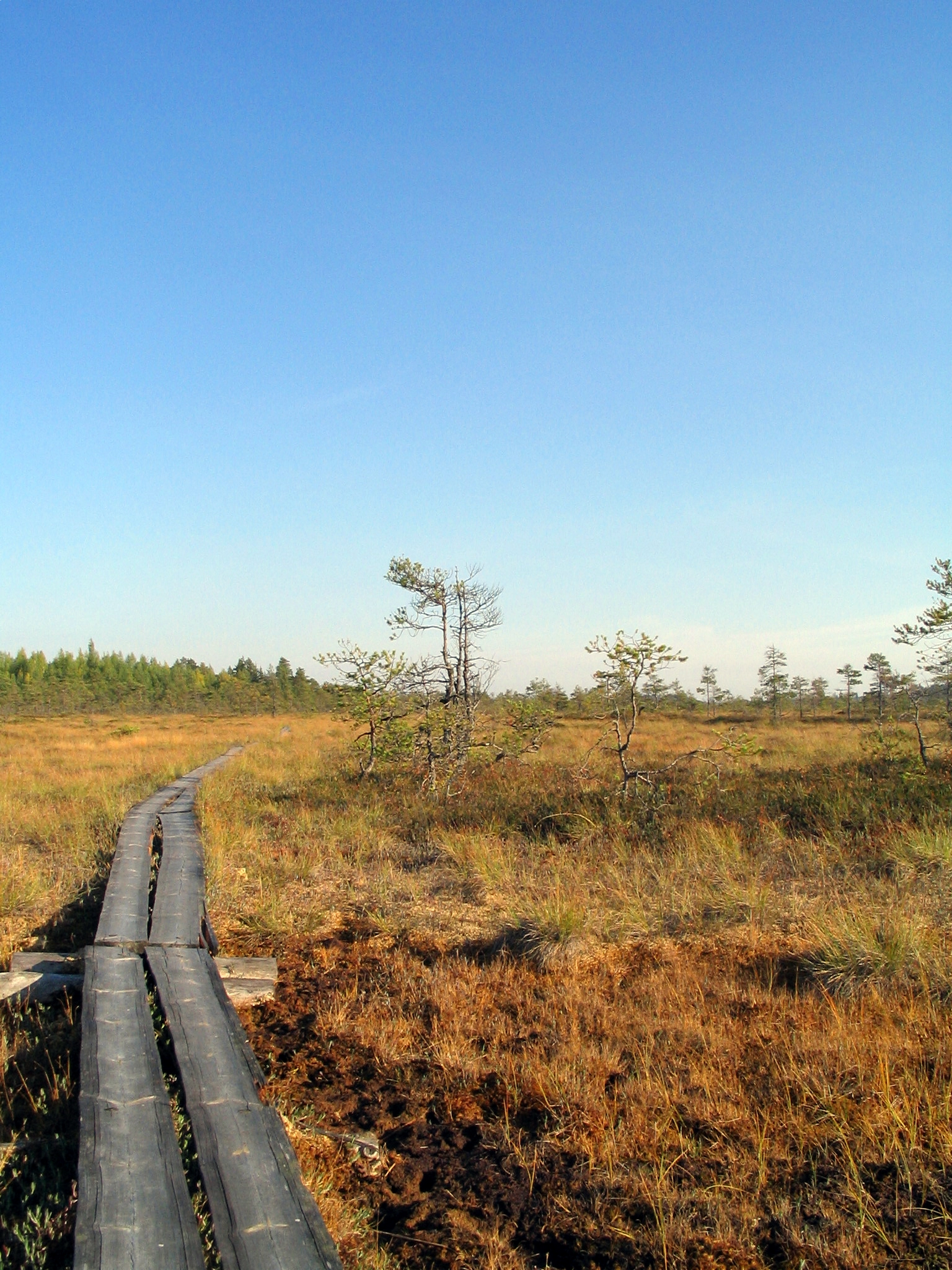
Ruta de senderismo con tablones en Valkmusa

- Área de la bahía de Siikalahti, 682 ha, 61°34′N 29°34′E. Natura 2000. Tres áreas separadas en la esquina nordeste de Finlandia Meridional, a 5 km de la frontera con Rusia. En la parte oriental del lago Simpelejärv, que tiene dos ensenadas, Siikalahti y Rautalahti. También se encuentra el pequeño lago de Sammallampi. Hay extensos carrizales en proceso de colmatación en una sucesión de ecosistemas muy ricos que se ven amenazados por la eutrofización. La bahía de Siikalahti es la zona más rica en aves amenazadas. Muy apreciada para la edeucación y la observación de aves. Está en el programa de conservación del hábitat de las anseriformes.[34] Entre las aves, cisne cantor, gaviota enana, somormujo cuellirrojo, ruiseñor ruso, carricero de Blyth y camachuelo carminoso.[35]

- Área del lago Kutajärvi, 10,5 km², 61°03′N 25°27′E. Natura 2000. Área paisajística de importancia nacional. Comprende seis áreas separadas que incluyen algunas bahías del lago Vesijärvi y el lago de Kutajärvi, con un total de 9,8 km² de superficie acuática con vegetación en forma de plantas hidrófitas, vegetación sumergida y pastos de ciperáceas. Aquí crían al menos 1000 parejas de 16-18 especies, entre ellas gallinetas, el zampullín cuellirrojo, la polluela pintoja y grullas. Está rodeada por zonas agrícolas y todavía el exceso de nutrientes se nota en el agua, a pesar de una planta depuradora.[36]

- Bahía de Kirkon-Vilkkiläntura, 194 ha, 60°30′N 27°42′E. Natura 2000. bahía poco profunda y protegida en el golfo de Finlandia, conectada con el mar por dos estrechos brazos. La parte oriental, Vilkkiläntura, se caracteriza por una extensa zona de juncos y estrechas praderas aluviales bordeadas por alisos negros. La parte occidental, Kirkontura, se eleva sobre el nivel del mar y se caracteriza por extensos prados de ciperáceas con una pequeña zona de aguas abiertas. En periodos de migración, la zona es abundante enanseriformes, con la presencia de cisne cantor, cisne de tundra o de Bewick, serreta chica y limícolas en época de migración. Amenazada por la eutrofización causada por la cercana agricultura.[37]

- Lago de Kirkkojärvi y bahía de Lupinlahti, 649 ha, 60°33′N 27°13′E. Natura 2000. Dos zonas separadas.  Kirkkojärvi, al norte, es un lago lago del tipo gloe, formado por la elevación del suelo en bahías junto al mar que quedaron aisladas y ahora son de agua dulce, con una zona de aguas abiertas que cubre el 20 por ciento del humedal. Lupinlahti es una bahía de 5 km de longitud con varias islas, todavía unida al mar por estrechos canales. La costa es rocosa en algunos lugares y con prados o bosques en otros. El conjunto es muy apreciado por las aves acuáticas. Las amenazas son un tendido eléctrico y la construcción de una carretera al norte.[38] También es una zona de importancia para las aves por BirdLife. Durante la primavera se encuentran más de un centenar de cisnes chicos.[39]

- Parque nacional de Valkmusa, 17,1 km², 60°33′N 26°42′E. Un amplio y variado complejo con más de 1400 ha de turberas con numerosas charcas, lagos de turbera y pequeñas islas boscosas. Las dos turberas importantes son Munasuo, un pantano elevado, y Kananiemensuo, formada por varios tipos de turbera. Es un hábitat valioso para diversos tipos de mariposas. Valkmusa viene del nombre sueco para al halcón peregrino, que desapareció de las partes meridionales en los años sesenta debido al uso de productos químicos tóxicos.[40]

- Parque nacional de Torrunsuo, 31 km², 60°44′N 23°37′E. Complejo de cinco pantanos elevados con charcas, humedales arbolados y pozas. En el centro se encuentra un pantano ombrotrófico con pinos. Las turberas alternan con pequeñas elevaciones conocidas como hummocks, junto con cientos de pequeñas charcas. En los bordes de las turberas hay pinos y algunas islas arbolada en los pantanos. Es importante para las grullas, ya que en periodos de migración se encuentran hasta un millar de ejemplares. El lago Talpianjärvi está en peligro de eutrofización.[41]

- Estuario de Porvoonjoki-Stensböle, 958 ha, 60°21′N 25°42′E. Natura 2000. Programa de conservación de turberas. El estuario, en la zona meridional del bosque boreal, alberga una abundante y rica flora acuática dominada por juncos y carrizos que incluyen praderas costeras, bosques pantanosos de caducifolios y una turbera elevada activa de 118 ha, con vastos lechos de carrizos. Importante para el paso y estancia de anseriformes y limícolas en el sur de Finlandia. La zona soporta numerosas actividades, como la pesca, embarcaciones, construcción, que molestan a las aves. Los pastos costeros están siendo restaurados desde hace años.[42]

- Islas de Aspskär, 728 h, 60°15′N 26°23′E. Natura 2000. Áreas protegida del mar Báltico. Seis islas pequeñas, rocosas, con algún aliso ocasional y aguas poco profundas. Es una zona importante de nidificación para ciertas aves, incluido un islote lleno de álcidos, con la mayor colonia finlandesa de alca común, unas 650 parejas,  y arao aliblanco, unas 150 parejas. Amenazado por la contaminación de petróleo en el ahgua y del visón americano entre los álcidos. Está prohibido visitar la zona en época de cría.[43]

- Bahía de Pernajanlahti, 11,43 km², 60°27′N 25°58′E. Natura 2000. Área protegida de mar Báltico. Área paisajística de importancia nacional. Una estrecha franja de 10 km a lo largo de una de las bahías más largas del sur de Finlandia, con numerosas islas y un incremento progresivo de la salinidad desde la boca de los dos ríos en el estuario hasta la boca de la bahía. La vegetación acuática y los carrizos son importantes en el norte, la zona del estuario. Abundan los pastos costeros, con algunos arbolados. Alberga aves amenazadas como el guion de codornices, grullas y la polluela pintoja. Fue un asentamiento destacado en la Edad del Bronce, con tres viviendas medievales en la orilla occidental. En el norte hay un puerto de motoras y una autovía, y por la bahía cruza una línea de alta tensión.[44]

- Archipiélago Söderskär y Långören, 182 km², 0°07′N 25°41′E. Natura 2000. Área protegida para la foca gris. Cuatro áreas principales, en el mar, que se hielan en invierno. Humedales costeros con pequeñas islas e islotes, así como islas formadas por eskeres. Muchas de las islas no tienen árboles, pero en otras crecen el enebro común, con playas de arena, pastos y escollos. El santuario de aves se creó en 1930. El mayor número de focas alcanza los 200 individuos. Amenazado por la construcción del puerto de Vuosaari. Algunas islas son de interés para observadores por el paso de las anseriformes y las limícolas.[45]

- Vanhankaupunginlahti, Laajalahti, 508 ha, 60°12′N 24°56′E. Natura 2000. Dos bahías separadas en los alrededores metropolitanos de Helsinki que forman un humedal con aguas poco profundas en estuarios con marismas y pequeñas charcas. Hay carrizales, pastizales costeros, vegetación sumergida y unos pocos bosques pantanosos con alisos negros. Importante durante la migración para patos y limícolas. Amenazado por la construcción.[46] Las aves más destacables son la cerceta carretona, la pagaza piquirroja, el avetoro común, el pico dorsiblanco y el bigotudo.[47]

- Lago de Läppträsket, 199 ha, 60°02′N 23°39′E. Natura 2000. Área paisajística de importancia nacional. Lago natural eutrófico con unas 122 plantas vasculares en los humedales. La vegetación sumergida es excepcional, con unas 20 especies de plantas, incluyendo varias de aguas salobres, entre ellas, la rara Najas tenuissima. Importante para las anátidas, en otoño alberga hasta 200 ejemplares de serreta chica.[48]

- Humedales de Hanko y Tammisaari, 552 km², 59°50′N 23°21′E. Parque nacional, Natura 2000, Área protegida del mar Báltico. En los municipios de Hanko y Tammisaari. Un complejo de archipiélago, bahías marinas poco profundas y dos tipos de lagos. Se produce aquí un proceso único del mar Báltico en que el ascenso del suelo debido al retroceso de los glaciares reconvierte las bahías, primero en lo que se denomina flads, zonas marinas poco profundas pero aun en contacto con el mar, llenas de juncos y otras plantas acuáticas donde se refugian determinadas especies de peces, y luego en gloes, cuando se separa definitivamente del mar, la vegetación se reduce y solo entra agua marina durante las tormentas. El proceso acaba con un lago de agua dulce. Así, en la zona hay lagunas, pastizales costeros y pantanos boscosos donde se refugian numerosas aves, entre ellas un número importante de pagaza piquirroja. La amenaza es el cercano puerto de Hanko, ampliado recientemente.[49]

## Islas Åland

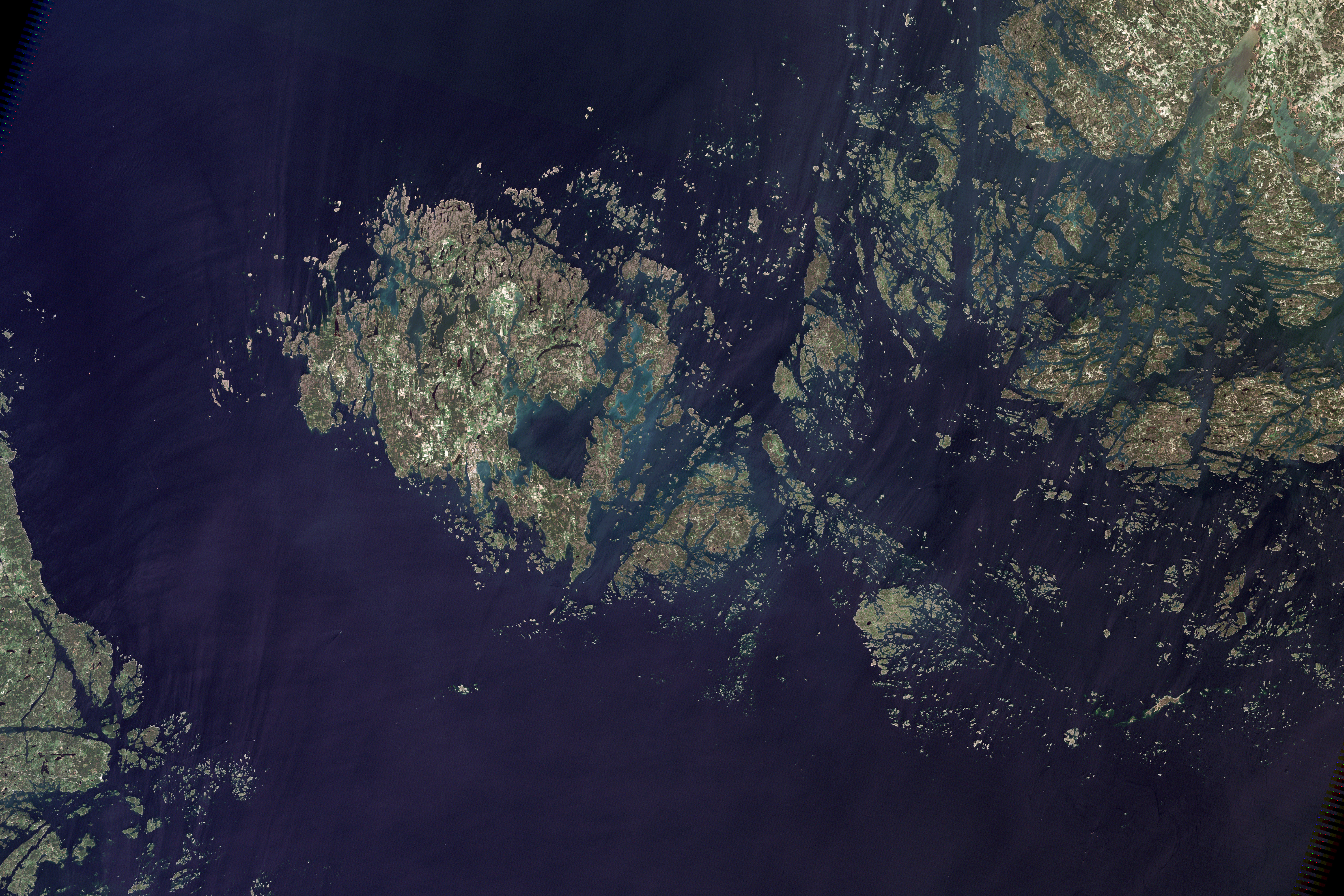
Islas Åland al oeste de Finlandia

- Archipiélago de Björkör y Lågskär, 728 ha, 60°15′N 26°23′E. Área protegida del mar Báltico, reserva natural y Natura 2000. Consiste en seis islas rocosas, poco arboladas, con algunas manchas de aliso común y aguas poco profundas alrededor, ideales para las aves. Uno de los islotes posee una importante colonia de álcidos, incluyendo más de 600 parejas de alca común y unas 150 de arao aliblanco. Las amenazas están en la contaminación marina y en la presencia de visón americano.[50]

- Archipiélago de Signilskär-Märket, 63 km², 59°54′N 20°07′E. Natura 2000. Dos pequeños archipiélagos con dos áreas boscosas con charcas de agua dulce, unos 150 islotes sin árboles o rocosos y las zonas marinas adyacentes. La vegetación de la isla de Lågskär se ha recuperado al cesar el pastoreo a principios de los sesenta. Importantes para las aves acuáticas durante la migración por la riqueza de los fondos pesqueros. En primavera pueden encontrarse hasta diez mil eiders de Steller y patos havelda. Entre las especies amenazadas figuran las focas gris y ocelada. Hay una estación de observación de aves desde 1964.[51]

## Finlandia Occidental

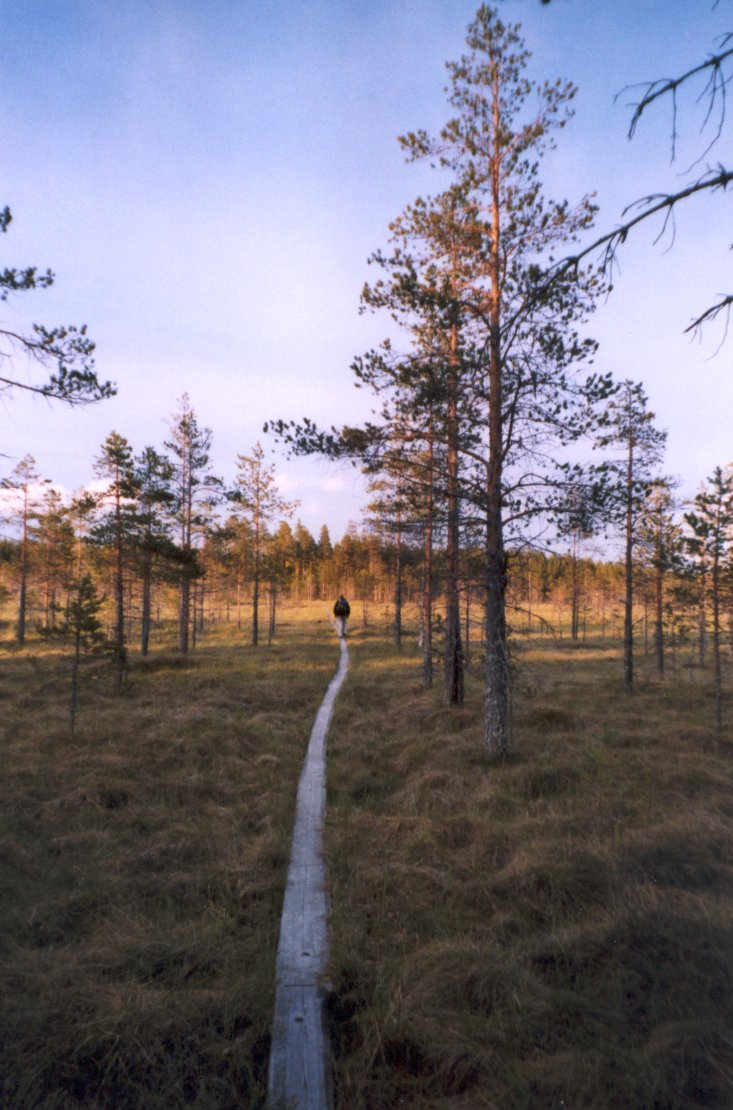
Parque nacional de Salamajärvi

- Humedales de Lapväärtti, 12,24 km², 62°11′N 21°27′E. Natura 2000. Una variedad de humedales con una pequeña conexión con el mar en la bahía de Härkmerifjärden, que alberga especies vegetales de aguas salobres, rodeadas por bosques de píceas y alisos. Otros lagos poseen juncos lacustres, equisetos, lirios de agua y carrizos. El río Lapväärtinjoki desagua en un estrecho estuario con carrizos y sauces, rodeado por un bosque misto y campos cultivados.[52]

- Parque nacional de Kauhaneva-Pohjankangas, 68,5 km², 62°10′N 22°25′E. Natura 2000. Programa de conservación de turberas y eskeres. La agrupación de turberas forma el mayor pantano elevado del tipo concéntrico en Ostrobotnia del Sur. La mayor turbera es Kauhaneva, un pantano elevado con amplias depresiones inundadas y pastos de ciperáceas, con pequeños arroyos y decenas de pozas y charcas. Las formaciones de morrena (esker) se caracterizan por bosques dispersos de pinos. En el borde de los eskeres hay manantiales mineralizados que dan lugar a arroyos. Anidan más de 400 parejas de 11 especies de aves limícolas y otras como el ánsar campestre. En las cercanías se practica el drenaje para extraer turba y materiales del esker Nummikangas.[53][54]

- Turberas de Levaneva, 33,4 km², 62°46′N 22°05′E. Natura 2000. Uno de los mayores complejos de turberas y pantanos concéntricos vírgenes en el sur de Ostrobotnia y parte de la región biogeográfica del bosque boreal. Incluye unas 3000 ha de turberas y unas 240 ha de agua rodeada de bosque y turberas. Consiste en tres turberas concéntricas llenas de pozas y depresiones con un mosaico de islas boscosas. Hay mamíferos como el lince, el lobo y la ardilla voladora rusa. En el pasado, el drenaje provocó cierta eutrofización.[55]

- Archipiélago de Quark, 637 km², 63°23′N 21°26′E. Área protegida del mar Báltico. En la zona más estrecha y menos profunda del golfo de Botnia y el límite septentrional de muchas especies marinas, como el mejillón. En el archipiélago la fauna avícola es excepcional, hay  más de 1700 parejas de arao aliblanco anidando. Las aguas poco profundas proporcionan alimento para numerosas aves de paso, y mamíferos como la foca gris. El archipiélago exterior está formado por varios grupos de islas e islotes separados por aguas poco profundas, como la isla de Storskär, rodeada por unos ochenta islotes, orillas vírgenes y bosques primarios recientes. Las islas menos arboladas abundan en crestas de morrenas. Los peligros son la polución por el petróleo y el visón americano en las colonias de pájaros. La estación biológica de Valassaaret, en la isla de Ebbskär, monitoriza las colonias.[56]

- Bahía de Vassorfjärden, 15,37 km², 63°11′N 21°59′E. Natura 2000.

- Turberas de Pilvineva, 36,67 km², 63°28′N 23°59′E. Natura 2000. Conservación de un área extensa y rara de diversas turberas unidas en Ostrobotnia central, en medio de una zona de bosque boreal con una rica fauna acuática. Representa el límite sur de las turberas aapa de ladera, las turberas pantanosas excéntricas y los pantanos de Sphagnum fuscum. En la estación de crías se encuentran al menos 19 especies amenazadas como el gallo lira común, el águila pescadora, el falaropo picofino, el ánsar campestre y la grulla.[57]

- Parque nacional de Salamajärvi

- Humedales del área de Vanajavesi, 702 ha, 61°12′N 24°13′E. Natura 2000. Ocho zonas separadas que forman un complejo de humedales de cuatro lagos y cuatro bahías en torno al lago Vanajavesi. Los distintos humedales incluyen juncales, pequeñas zonas de aguas abiertas, áreas de vegetación flotante o sumergida, equisetos y prados de ciperáceas. En las bahías domina el carrizo, el junco de agua y el equiseto mayor. En época de cría anidan más de 500 pares de 16 especies de aves, entre ellas el zampullín cuellirrojo, el cisne cantor, garzas Botaurinae y grullas. También es un área de paso de aves migratorias. Las amenazas son la eutrofización de los lagos y el impacto del visón americano y el mapache japonés.[58]

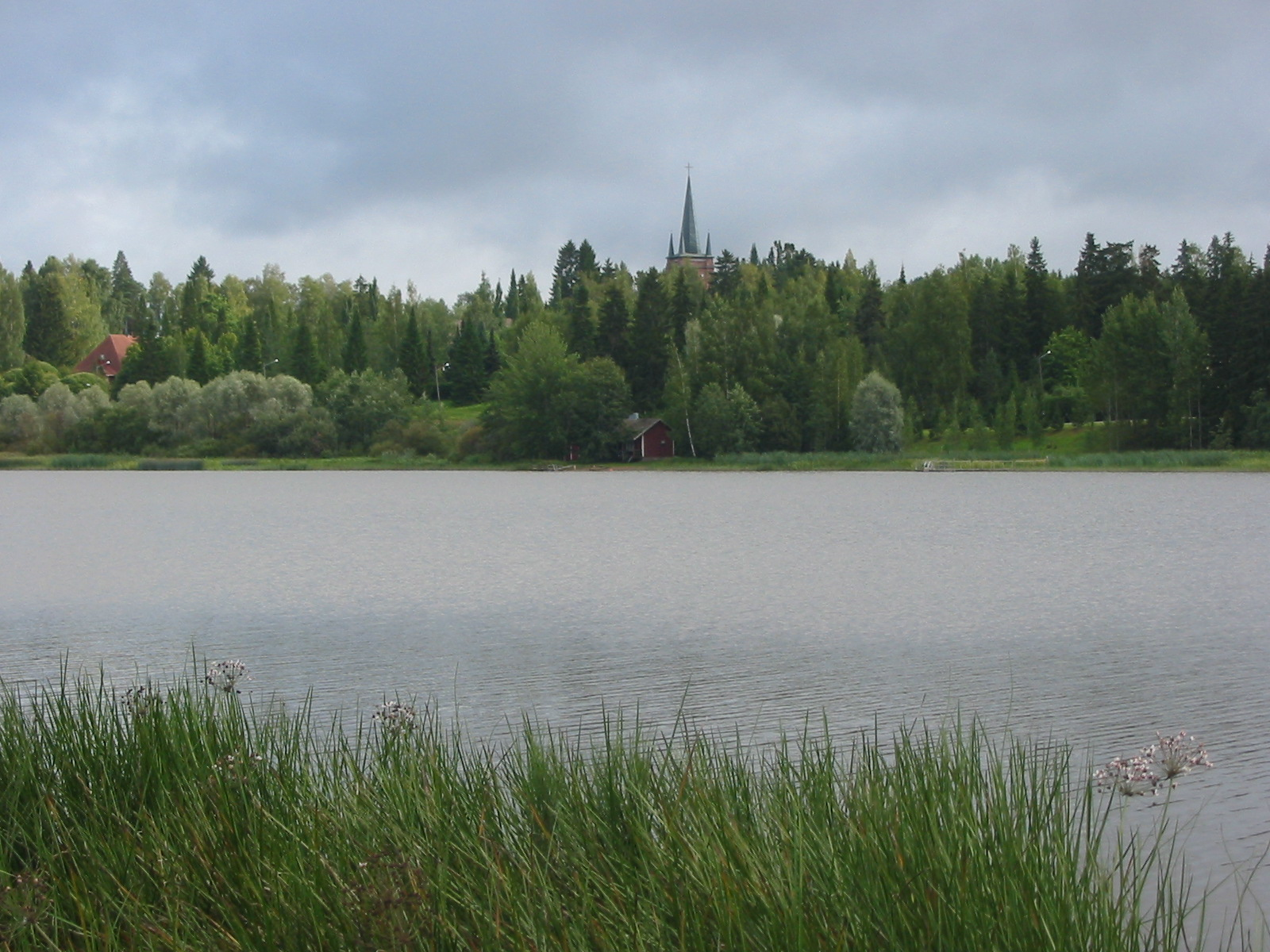
Lago Kirkkojärvi en el sur de Finlandia

- Área del lago Kirkkojärvi, 305 ha, 61°26′N 24°03′E. En el municipio de Nurmijärvi, la zona está formada por cinco lagos conectados por pequeños arroyos que forman una unidad. Con zonas extensas de vegetación acuática forma el humedal más interesante de la región de Pirkanmaa, especialmente para la migración de anseriformes. Abundan los carrizos y los juncos de churrero, y los lagos están rodeados de bosques caducos que los separan de las tierras de cultivo. La descarga de aguas nitrogenadas de estos campos hizo que el lago se eutrofizara en el pasado. Actualmente la amenaza es el dragado y la cercanía de una autovía, con el consiguiente ruido.[59]